# Дверные доборы

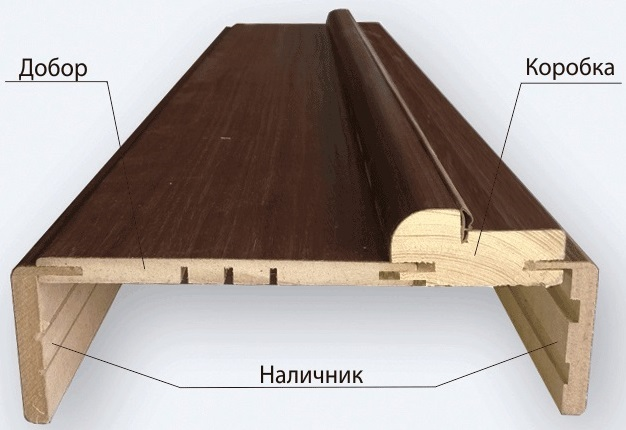
Дверные доборы

Дверные доборы — это доски, закрывающие торцевые стенки дверного проёма. Устанавливаются вместе с входными и межкомнатными дверями, если стенка проёма шире толщины дверной коробки. Выполняют защитную и эстетическую функции, укрепляют короб, препятствуют его расшатыванию.

## Материалы изготовления
Доборы изготавливаются из тех же материалов, что и двери:
- МДФ (MDF) ;
- массив;
- ДСП;
- пластик.

К стальным дверям подбирают погонаж из того же материала, что и внутренняя обшивка.

## Виды
Различают доборы:
- с кромкой;
- без кромки;
- телескопический.

Первые от вторых отличаются тем, что торцы панелей также обработаны - покрытие заведено за боковые кромки для улучшения внешнего вида либо против его отслаивания. У телескопических доборов на торцах есть пазы для замкового соединения с коробкой и наличниками.

## Размеры
Доски выпускаются под габариты стандартных дверных проёмов:
- высота 2060-2200 миллиметров;
- ширина 50-560 миллиметров;
- толщина 10-20 миллиметров.

Для проёмов нестандартной формы и размера доборы изготавливаются под заказ.

## Дизайн
Варианты отделки погонажных изделий для дверных откосов:
- шпонирование натуральным шпоном;
- ламинация специальной бумагой;
- покрытие полимерной плёнкой (ПВХ,

"экошпон" и другими;
- лакировка (в случае массива)
- окрашивание.

Обычно доборы подбирают под цвет и фактуру дверного блока. Дополнительным украшением может быть декоративная резьба.

## Особенности монтажа
Способы установки различаются в зависимости от особенностей дверного блока и самих доборов.
Установка в коробке с пазом (не путать с четвертью) :
1. Длину вертикальных планок добора измеряем от пола до нижнего края паза под добор коробки. Отрезаем лишнее циркулярной пилой либо ножовкой с мелким зубом.
2. Длину горизонтальной планки измеряем по внешним краям паза под добор.  Учитываем то, что она будет лежать сверху вертикальных планок добора.
3. Вставляем готовые планки поштучно в пазы, подбивая их небольшим резиновым молотком.
4. Полученную П-образную конструкцию,  соединяем  по углам через верхний добор каким-либо доступным нам способом,  например мелкими  гвоздиками, шурупами либо профессиональным шпилечным пистолетом.
5. Ещё раз проверяем, что края добора заподлицо со стеной или выпирают не более,  чем на 1.5мм (если не поклеены обои) и расклиниваем добор сверху по краям (можно подручным материалом,  например кусками пенопласта от упаковки)
6. Заполняем пеной монтажные зазоры по периметру проёма точечно или полосами через каждые 30-50см, сразу прибивая наличник. Таким образом, мы во-первых: избегаем выгибания доборов пеной и выпрямляем кривые,  во-вторых: дополнительно фиксируем наличники на пену).

Установка в коробке,  не имеющей паза или четверти:
По периметру установленной коробки в затвердевшей пене, вплотную к коробке прорезается ножом паз шириной с добор и глубиной 10-15мм. Остальные особенности монтажа такие же,  как указано выше.  Для плотного прилегания добора к коробке он часто прижимается мелкими клинышками,  выпиливаемыми из добора или других подручных материалов. 
```
(При большой ширине монтажного зазора или существенных неровностях стенок используются подкладочные бруски) .
```